# Masury, Ohio
Masury, Ohio (енгл. Masury) насељено је место без административног статуса у америчкој савезној држави Охајо.

## Демографија
По попису из 2010. године број становника је 2.064, што је 554 (-21,2%) становника мање него 2000. године.
| Група             | 2000.         | 2010.         |
| Белци             | 2.462 (94,0%) | 1.974 (95,6%) |
| Афроамериканци    | 86 (3,3%)     | 42 (2,0%)     |
| Азијати           | 5 (0,2%)      | 1 (0,0%)      |
| Хиспаноамериканци | 22 (0,8%)     | 28 (1,4%)     |
| Укупно            | 2.618         | 2.064         |